# John Dawson (Politiker)
 John Dawson (* 1762 in Colony of Virginia; † 31. März 1814 in Washington, D.C.) war ein US-amerikanischer Politiker und Jurist. Von 1796 bis 1814 saß er für den Bundesstaat Virginia im Repräsentantenhaus der Vereinigten Staaten.

## Wirken
Geboren in Virginia, studierte er 1782 an der Harvard University Jura und wurde Rechtsanwalt. Er war von 1786 bis 1789 ein Mitglied des Virginia House of Delegates, im Kontinentalkongress 1788 und ein Gesandter, der im Jahr 1788 die Amerikanische Verfassung ratifizieren sollte. Er wurde 1796 als Abgeordneter der Demokraten-Republikaner in den Kongress gewählt, seine Amtszeit fing 1797 an und er blieb bis zu seinem Tod am 31. März 1814 Repräsentant. Sein Nachfolger in dem Amt war Philip Pendleton Barbour.
Er überbrachte der französischen Regierung im Jahr 1801 Botschaften von Präsident John Adams. Außerdem diente er im Krieg von 1812 General Jacob Brown und dem späteren Präsidenten Andrew Jackson als Berater. Er starb am 31. März 1814 in Washington und ist auf dem Congressional Cemetery begraben.